# 胡堂乡
胡堂乡，是中华人民共和国河南省商丘市睢县下辖的一个乡镇级行政单位。胡堂乡的总面积为30.21平方公里

## 行政区划
胡堂乡下辖以下地区：
胡堂村、李尧村、秦姜庄村、阮堂村、秦庙村、文庄村、徐老庄村、张营村、王营村、谷楼村、董庄村、马头村、李营村、东郭村、刘楼村、高里台村和归德屯村。